# BMW 8
BMW 8, или восьмая серия BMW, — автомобили серии класса Gran Turismo.
8 cерия была представлена в 1990 году в кузове E31 и была доступна только в виде двухдверного купе. В нее устанавливались атмосферные бензиновые двигатели V8 и V12. E31 начали производить, как только закончилось производство 6 серии в кузове E24, однако он не считается прямым преемником. Производство было прекращено в 1999 году из-за плохих продаж.
Модельный ряд был вновь представлен в 2018 году со вторым поколением 8 серии — G15. Он выпущен в кузовах купе (G15), кабриолет (G14) и четырехдверный Gran Coupé (G16) в качестве преемника линейки F06/F12/F13 6 серии. 8 серия в G15 кузове вводит рядный шестицилиндровый дизельный двигатель. и высокопроизводительную M-версию, которая называется BMW M8.

## Поколения
- BMW E31 — (1989—1999)
- BMW G15 — (2018—н. в.)

## Обзор серии

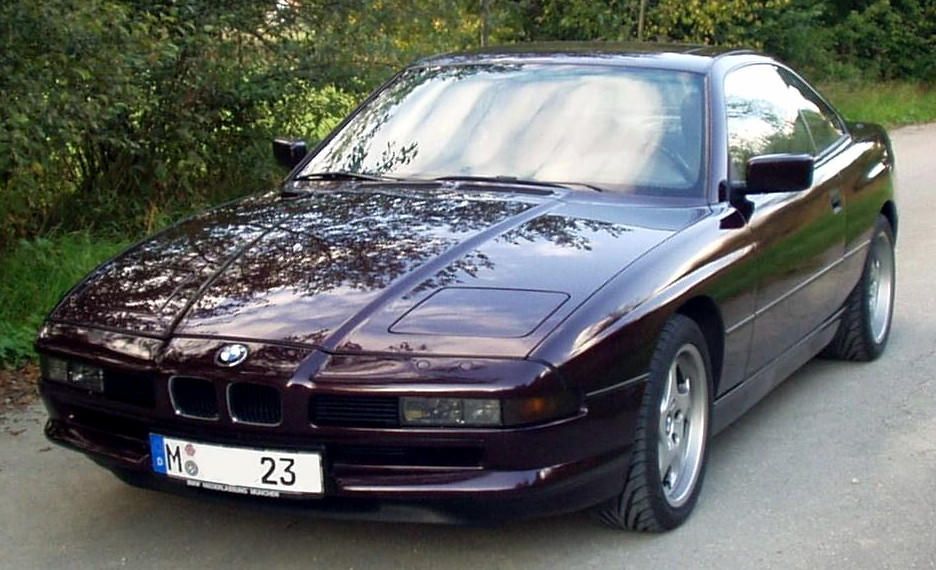
E31, с 1989 до 1999